# Stefan H. Robock
Stefan Hyman Robock (Redgranite, 31 de julho de 1915 - Bluffton, 1 de agosto de 2012), foi um professor e escritor americano. Professor emérito de Negócios Internacionais da cadeira Robert D. Calkins na Graduate School of Business da Columbia University.

## Biografia
Nascido em Wisconsin, o professor Robock recebeu seu diploma de bacharel (1938) pela Universidade de Wisconsin e seu mestrado (1941) e doutorado (1948) em economia na Universidade de Harvard.
De 1940 a 1954, ele trabalhou para o governo dos EUA, com quatro anos fora durante a Segunda Guerra Mundial como oficial da Inteligência Aérea da Marinha no Norte da África, Brasil e Japão. Seu trabalho no governo incluiu um mandato de cinco anos (1949-1954) como economista-chefe da Tennessee Valley Authority.
Em 1954, Robock iniciou uma série de missões no exterior e serviu por 2 anos e meio como Assessor de Desenvolvimento Econômico das Nações Unidas para o Nordeste do Brasil. Muitas missões subseqüentes no Brasil resultaram em uma residência cumulativa de cerca de 5 anos no Brasil. Outras missões no exterior foram realizadas para a ONU, para o Banco Mundial, para a Fundação Ford e para o governo dos EUA na Índia, Bolívia, Filipinas, Bangladesh, Libéria, Malawi e outros países. Ele lecionou para a USIA no Irã, Afeganistão, Coréia, Índia, Peru, Chile, Brunei e Tailândia.
Sua carreira acadêmica começou em 1960 como diretor do programa pioneiro de negócios internacionais da Universidade de Indiana. De 1967 a 1984, ele fez parte da faculdade da Columbia University. Ele serviu em 1985 como professor visitante no primeiro programa de gestão da China (Beijing Management Institute) e em 1989 na Universidade de Negócios Internacionais e Economia, em Pequim, China. Em 1992, foi professor visitante no International Management Centre, em Budapeste. Hungria.
Autor de 7 livros e inúmeros artigos sobre negócios internacionais, desenvolvimento regional, energia nuclear, transferências internacionais de tecnologia, empresas comerciais japonesas e um livro-texto (Kenneth Simmonds, Co-autor) International Business & Multinational Enterprises.

## Obras
- Nuclear Power and Economic Development in Brazil - Edição 3, (1957),[14]
- Desenvolvimento econômico regional: o Nordeste do Brasil, (1964),[15]
- Brazil's Developing Northeast: A Study of Regional Planning and Foreign Aid, (1965),[16]
- The Rural Push for Urbanization in Latin America: The Case of Northeast Brazil, (1968),[17]
- Brazil: A Study in Deveopment Progress, (1975),[18]
- O Desenvolvimento Brasileiro em Debate, (1975),
- International Business and Multinational Enterprises, (1983),[19]

## Homenagens
- Carta de Anísio Teixeira a Stefan H. Robock agradecendo-lhe pelo livro deste acerca do nordeste do Brasil,[20]
- Professor Honoris Causa, pela Universidade do Recife, 1956,
- Recebeu também título honorários de MA pela Universidade ESTE, San Sebastian (Espanha) 1974.[21]